# Señorío di Cuzcatlán
Il Señorío di Cuzcatlán fu uno Stato Nahua precolombiano del periodo post-classico che si estendeva dal fiume Paz al Lempa (coprendo buona parte delle zone occidentale e centrale dell'odierna repubblica di El Salvador). Si trattava dello Stato abitato dai Pipil. Non sono sopravvissuti codici o fonti scritte che facciano luce su questo señorío, ma i cronici spagnoli quali Domingo Juarros, Palaces, Lozano ed altri ritengono che alcuni codici siano esistiti ma che siano poi scomparsi. Dalla loro lingua (nahuatl), l'arte e le piramidi si capisce che hanno subito un'importanze influenza azteca e tolteca. Si crede che i primi insediamenti furono fondati da persone giunte dal territorio dei Toltechi.

## Origini
I Pipil giunsero a El Salvador attorno al 900. All'arrivo attaccarono e conquistarono le città-stato native bruciando città e fondando le proprie. Alcune città come Tehuacán gli permisero di entrare pacificamente evitando la distruzione, ed alla fine divennero città Pipil. Altre, come Chalchuapa e Cihuatán, si allearono coi Pipil, venendo poi assorbite. Secondo la leggenda, la città di Cuzcatlán (capitale dei Pipil) fu fondata dal tolteca esiliato Ce Acatl Topiltzin, chiamato anche Quetzalcoatl, attorno al 1054. Nel XIII secolo le città-stato Pipil erano abbastanza unite, e a partire dal 1400 divennero una monarchia ereditaria.

## Organizzazione politica
Il Señorío de Cuzcatlán era diviso in capitanerie:
- Cuzcatlán
- Izalco
- Apaneca
- Ahuachapán
- Guacotecti
- Ixtepetl
- Apastepeque
- Tehuacán

Le capitanerie non formavano un sistema politico unitario, ed erano inizialmente indipendenti tra loro, obbligate a pagare tasse e tributi alla capitaneria di Cuzcatlán. Col tempo furono annesse alla capitaneria di Cuzcatlán, coincidente con l'odierna città di Antiguo Cuzcatlán, sobborgo di San Salvador.

### Governo
Il Señor de Cuzcatlán (signore di Cuzcatlán) era il capo di Stato ed aveva il titolo di Tagatécu. Sotto al capo c'erano i Tatoni o principi, e poi gli anziani ed i sacerdoti che consigliavano la famiglia reale.
Alla morte di un capo la successione era ereditaria, a partire dal primogenito in avanti. In mancanza di figli, il maschio più vicino alla famiglia veniva scelto da anziani e sacerdoti.

#### Tagatécus o Señores de Cuzcatlán
Vi furono molti Tagatécus o Señores de Cuzcatlán; molti sono stati dimenticati col tempo, con l'eccezione degli ultimi quattro. Le fonti storiche scritte dallo spagnolo Domingo Juarros raccontano chi essi furono.
- Cuachimicín: governò prima della conquista spagnola, fu rovesciato e giustiziato dai sacerdoti
- Tutecotzimit: successore del precedente, ristabilì il sistema ereditario
- Pilguanzimit
- Tonaltut
- Atlacatl: fu l'ultimo e più famoso, combatté i conquistadores spagnoli nel loro primo tentativo di conquista, nella battaglia di Acajutla. Fu infine catturato e giustiziato dagli spagnoli nel 1528.

### Servizio militare
Il servizio militare era obbligatorio dall'età di 15 anni fino a quando si era in grado di servire l'esercito a causa dell'età. L'abbigliamento dei soldati era composto da un corsetto o veste (fatti di cotone) e da un mashte (specie di vestito per il fondoschiena), ed ogni militare colorava la propria faccia ed il corpo con forme astratte colorate in modo unico. I soldati erano organizzati in squadre o plotoni con nomi distintivi, quali:
- I giaguari
- Le aquile
- I gufi coraggiosi

Un soldato Pipil aveva a sua disposizione molte armi, la maggior parte delle quali fatte di legno e di rocce vulcaniche. Alcune delle armi descritte nelle fonti giunte a noi erano:
- Tecuz (lancia): ce ne erano di due tipi, una lancia lunga che secondo Pedro de Alvarado era lunga 6,30 metri, ed una corta più maneggevole
- Macuáhuit (maglio): fatto di legno duro con ossidiana affilata alla fine
- Tahuítul (arco) e Mit (frecce):
- Malacate (disco): molti fatti di roccia modellata ed usati nel combattimento corpo a corpo

## Economia
L'economia si basava sul baratto o sullo scambio di beni agricoli ed artigianali quali tessuti multicolori. Alcuni prodotti, come ad esempio il cacao, venivano usati anche come moneta. Altri generi agricoli coltivati dai Pipil erano cotone, mais, fagioli, frutta, balsamo, alcuni pepi ed il cioccolato; ma il cioccolato poteva essere cucinato e consumato solo dalla classe regnante.
Esistevano importanti miniere di oro e argento, anche se non venivano usati come moneta, ma piuttosto usati come offerta per numerosi dei. Solo i sacerdoti e la famiglia reale poteva usare oro e argento come ornamento.

## Religione
Grazie a cronici ed archeologi sappiamo che il Señorío de Cuzcatlán era ben organizzato dal punto di vista sacerdotale, delle divinità, dei riti, ecc. Uno dei luoghi di pellegrinaggio era il santuario della dea Nuictlán (costruito da EC Acatl Topiltzin Quetzalcoatl) e situato nel lago di Güija.

### Culto dei creatori
Coloro che abitavano il Señorío di Cuzcatlán attribuivano il potere cosmico a: Xipe Totec, Quetzalcoatl, Ehecatl, Tlaloc, Chac mool, Tonatiuh, Chalchitlicue e ad altri. Inoltre vi erano alcuni spiriti identificati con il Señorío di Cuzcatlán come Itzqueye. Teotl, Quetzalcoatl e Itzqueye sono le tre personalità chiave del culto spirituale di questo popolo.

## Caduta e fine del Señorío de Cuzcatlán
Dopo la caduta dell'impero azteco per mano di Hernán Cortés, Pedro de Alvarado fu mandato dallo stesso Cortés a conquistare le città indiane del sud. Il 6 giugno 1524 Pedro de Alvarado attraversò il fiume Paz con poche migliaia di soldati e sottomise i Cacicco di Izalco (principale città-stato sulla strada per Cuzcatlan). Si combatterono audaci battaglie in difesa di Izalco ad Acaxual (oggi Acajutla nella versione spagnola) e Tacuzcalco. Il 17 giugno de Alvarado giunse a Cuzcatlán. Il signore della città, Atlacatl, impostò una coraggiosa difesa fino al secondo assalto spagnolo, quando fu catturato e giustiziato. La popolazione fuggì sulle montagne.
Sulle ceneri di quella che era stata Cuzcatlan, nel 1525 il cugino di Pedro de Alvarado, Diego de Alvarado, fondò Villa De San Salvador. Nei successivi tre anni i nativi americani tentarono varie volte di distruggere la nuova città, obbligando gli spagnoli a spostarla pochi chilometri a sud di dove si trova oggi, nella valle comunemente nota come "la valle delle amache" (a causa dell'intensa attività sismica) alle pendici del vulcano Quezaltepeque (San Salvador).

## Retaggio
Molti siti archeologici di El Salvador testimoniano l'esistenza di questa grande nazione precolombiana. Tazumal è di sicuro la migliore dimostrazione della complessità di questa civiltà, la struttura principale degli edifici presenta similitudini con lo stile delle piramidi tolteche. Altri siti famosi sono quelli di San Andrés, Cara Sucia, Joya de Cerén e Cihuatán.